# Gesigneerde maat
In de maattheorie, een deelgebied van de wiskunde, is een gesigneerde maat een generalisatie van het begrip maat die ook negatieve waarden kan aannemen. Een gesigneerde maat kan men zich voorstellen als een ladingsverdeling die aan iedere deel van een geladen lichaam de lading daarop toewijst. 

## Definitie
Een gesigneerde maat op een meetbare ruimte {\displaystyle (X,\,\Sigma )} is een functie
{\displaystyle \mu :\Sigma \to \mathbb {R} }
met de eigenschap dat voor de lege verzameling {\displaystyle \varnothing } geldt:
{\displaystyle \mu (\varnothing )=0}
en dat (sigma-additiviteit)
{\displaystyle \mu \left(\bigcup _{n=1}^{\infty }A_{n}\right)=\sum _{n=1}^{\infty }\mu (A_{n})}
voor iedere paarsgewijs disjuncte rij {\displaystyle (A_{n})_{n}} in {\displaystyle \Sigma } waarvoor de reeks in het rechterlid absoluut convergent is.
Sommige auteurs laten toe dat een gesigneerde maat ook de waarde {\displaystyle +\infty } of {\displaystyle -\infty } kan aannemen. De gesigneerde maat volgens bovenstaande definitie wordt dan een eindige gesigneerde maat genoemd.

## Voorbeeld
Verschil van twee maten
Als {\displaystyle \mu ^{+}} en {\displaystyle \mu ^{-}} eindige maten zijn op de meetbare ruimte {\displaystyle (X,\Sigma )}, is hun verschil
{\displaystyle \mu =\mu ^{+}-\mu ^{-}}
een gesigneerde maat op {\displaystyle (X,\Sigma )}.
Omgekeerd kunnen volgens de decompositiestelling van Jordan bij elke gesigneerde maat {\displaystyle \mu } twee onderling singuliere maten {\displaystyle \mu ^{+}} en {\displaystyle \mu ^{-}} gevonden worden zo dat {\displaystyle \mu =\mu ^{+}-\mu ^{-}}.